# Gare de Bjerka
La gare de Bjerka est une gare ferroviaire norvégienne de la ligne du Nordland, située dans la commune de Hemnes.

## Situation ferroviaire
Établie à 15,6 mètres d'altitude, la gare se situe à 468,68 km de Trondheim.

## Histoire
La gare a été ouverte le 20 février 1942 lorsque la ligne fut achevée jusqu'à Bjerka. Pendant un mois, la gare aura été le terminus de la ligne.
De 1942 à 1959, la gare avait du personnel mais de 1959 à 1987, la gare était sans surveillance. Depuis 1987, la gare a de nouveau du personnel en raison de l'expédition de marchandises depuis Bjerka.
Le bâtiment actuel de la gare a été inauguré en 1993. 

## Service des voyageurs

### Accueil
La gare est équipée d'un parking de 25 places, d'une salle d'attente ouverte pour tous les trains. Il n'y a ni guichet ni automates. 

### Desserte
La gare est desservie par des trains en direction de Trondheim et Bodø.

### Intermodalités
La gare est également desservie par des bus. Un taxi peut être commandé sur demande préalable au contrôleur.